# Bojana Bjeljac
Bojana Bjeljac (Bosanski Novi, 10. travnja 1989.) hrvatska je atletska trkačica na duge staze i maratonka. 
Državna je rekorderka na 3000 m na otvorenom i u dvorani, 5000 m na otvorenom i u dvorani, 10.000 m i u maratonu. Prva je hrvatska atletičarka, računajući natjecanja i na otvorenom i u dvorani, koja je 3000 m otrčala ispod devet minuta (2023. u dvorani). Prvakinja Hrvatske u maratonu bila je 2017., a u polumaratonu 2018 i 2019. Srušila je seniorski rekord Hrvatske na 10.000 m na stazi 33:08,1 u Zagrebu 30. ožujka 2019. i na 5000 m u Regensburgu 29. svibnja 2019. 15:43,73. 
U Berlinu 2021. postavila je rekord Hrvatske na 10 km na cesti 32,12. Nastupila je na SP u polumaratonu u Valenciji 2018 i Gdynia 2020 i na SP u Londonu u maratonu 2017. Na EP u Berlinu 2018. na maratonu osvojila je 20. mjesto. Ima nastup na SP u maratonu Doha 2019. Na svojim prvim Olimpijskim Igrama u Tokiju 7. kolovoza 2021.završila je maratonsku utrku na 53.mjestu od 88 trkačica.[nedostaje izvor]
Trenira je Mladen Kršek, najuspješniji hrvatski dugoprugaški trener.
Osobni rekord joj je 2:27,42 na maratonu u Valenciji 1. prosinca 2019. To je drugi rezultat svih vremena u Hrvatskoj i norma za OI u Tokiju 2020. U polumaratonu rekord joj je 1:11,12 Gdynia 17. listopada 2020. Članica je AK Dinamo Zrinjevac.